# Авока (город, Миннесота)
Авока (англ. Avoca) — город в округе Марри, штат Миннесота, США. На площади 3,3 км² (2,8 км² — суша, 0,5 км² — вода), согласно переписи 2002 года, проживают 146 человек. Плотность населения составляет 51,9 чел./км².
- Телефонный код города — 507
- Почтовый индекс — 56114
- FIPS-код города — 27-03052[1]
- GNIS-идентификатор — 0639539[2]